# Ajuga grandiflora
Ajuga grandiflora là một loài thực vật có hoa trong họ Hoa môi. Loài này được Stapf mô tả khoa học đầu tiên năm 1933.